# Publicadora de jogos eletrônicos
Uma distribuidora de jogos eletrônicos é uma companhia que distribui jogos eletrônicos que elas produziram inicialmente ou que foram produzidos por uma desenvolvedora de jogos eletrônicos, sendo responsáveis pela manufaturação e marketing do jogo.
Tal como acontece com as editoras de livros e distribuidoras de filmes em DVD, as distribuidoras de jogos eletrônicos são responsáveis pela sua produção e comercialização, incluindo estudos de mercado e todos os aspectos da publicidade. Elas geralmente financiam o desenvolvimento, por vezes pagando uma desenvolvedora externa ou utilizando a equipe de um de seus próprios estúdios. Assim, uma empresa como a Nintendo publica jogos desenvolvidos por empresas first-party, como Super Mario Galaxy, desenvolvido pela própria Nintendo e Metroid Prime desenvolvida pela Retro Studios; second-party, como Golden Sun, desenvolvido pela Camelot; e third-party, como Endless Ocean, desenvolvido pela Arika.
Outras funções normalmente exercidas pelas distribuidoras incluem decidir por e pagar qualquer licença que o jogo possa utilizar, cuidar do layout, impressão e, possivelmente, do conteúdo do manual de instruções, além de criação e design gráfico de elementos, como a caixa onde o produto é comercializado. Grandes publicadoras podem também empreender melhorias por todo o desenvolvimento externo e interno do produto, provendo serviços como sonoplastia. Como as publicadoras normalmente financiam o desenvolvimento dos jogos, também costumam supervisionar o desenvolvimento, sugerindo e auxiliando o que for necessário.
Em países onde a distribuidora não atua, ela pode acabar contratando uma terceiraizada para a representar localmente.